# Trainspotting (film)
Trainspotting è un film del 1996 diretto da Danny Boyle, tratto dal romanzo omonimo di Irvine Welsh del 1993. Il film è stato presentato fuori concorso al 49º Festival di Cannes del 1996.
Presto diventato un vero e proprio cult, nel 1999 il British Film Institute l'ha inserito al decimo posto della lista dei migliori cento film britannici del XX secolo. Nel 2004 il film è stato definito come il miglior film scozzese di tutti i tempi in un sondaggio di pubblico generale.
A oltre vent'anni di distanza ha avuto un seguito, T2 Trainspotting del 2017.

## Trama
(Mark Renton)
Scozia, Edimburgo. La voce fuori campo di Mark Renton (detto "Rent Boy", lett. Ragazzo in affitto), che in quel momento, insieme all'amico Spud, è inseguito da dei poliziotti in seguito ad un taccheggio, espone il suo punto di vista sulla vita: dichiara che ha scelto di rinunciarvi, escludendo quelli che secondo lui sono i più blandi luoghi comuni, cioè i figli e i beni materiali, e, insieme ad alcuni amici, ha preferito vivere offuscato dall'eroina. La voce porta poi alla conoscenza di questi amici: Sick Boy, ossessionato dai film di Sean Connery, e Spud, goffo ma pacifico, entrambi tossicodipendenti, Tommy, onesto e sincero, e Francis Begbie, delinquente abituale, alcolizzato e violento.
Un giorno Mark decide di provare a disintossicarsi, emulato da Sick Boy, e vi riesce, iniziando però a provare un forte desiderio di sesso. Una sera i due decidono di andare con Tommy, Begbie e Spud in una discoteca, e per tutti si rivelerà una notte complicata: dopo essersi lamentato dei problemi della sua relazione con Lizzie, Tommy la porta a casa, e quando decidono di farlo guardando un video precedentemente girato mentre avevano un rapporto sessuale, non trovano la cassetta, che è stata sottratta loro da Mark; Tommy si convince di aver consegnato il nastro per sbaglio ad un videonoleggio, e questo scatena la reazione negativa di Lizzie, fino alla rottura del loro rapporto.
Spud, proprio nella notte in cui la sua ragazza decide di avere un rapporto sessuale con lui dopo sei settimane di astinenza, si ubriaca e di conseguenza si addormenta. Mark, nel locale, incontra una ragazza più giovane, Diane, che inizialmente sembra respingerlo ma poi lo invita a casa sua obbligandolo, dopo avere fatto l'amore con lui, a dormire sul divano nel corridoio: il mattino dopo scopre che si trova nella casa di famiglia di Diane, che è ancora minorenne, quindi vorrebbe evitare di rivederla per non avere problemi con la legge, ma lei lo minaccia dicendo che se non si rifarà vivo riferirà alla polizia della loro avventura notturna.
La noia di una vita senza stimoli spinge Sick Boy e Mark a fare di nuovo uso di eroina, insieme a Spud ed a Tommy, che cerca così di sconfiggere la solitudine dopo essere stato lasciato. Il ritorno alla droga comporta il rientro nel mondo dei sotterfugi, ma un dramma cambia radicalmente le cose: nel locale in cui il gruppo è solito consumare l'eroina, Allison, una loro compagna tossicodipendente, annebbiata dalla droga, non si è accorta della morte della figlia neonata Dawn, che viene ritrovata ormai in stato di decomposizione. Mark reagisce alla scena tornando semplicemente alla preparazione dell'eroina. Nella circostanza si scopre che Sick Boy ne era il padre. Pochi giorni dopo, Mark e Spud vengono sorpresi a rubare in un supermercato e, una volta processati, Spud deve scontare una breve condanna detentiva, mentre Mark evita il carcere accettando di sottoporsi ad un programma di disintossicazione, nel quale gli verrà somministrato del metadone al posto della droga.
Nonostante sia supportato da amici e parenti, dopo poche ore Mark, in piena crisi d'astinenza, non riesce a controllarsi e corre dal suo fornitore abituale, soprannominato “madre superiora” per via della sua decennale dipendenza dall'eroina, che gli fornisce una dose di droga tale da mandarlo in overdose e rendere necessario ricoverarlo in ospedale. Scampato il pericolo, i suoi genitori lo rinchiudono nella sua stanza per fargli vincere la dipendenza: la prova è dura, tra sofferenze, incubi e terrificanti visioni, tra cui Spud in carcere, Tommy malato di AIDS e la piccola Dawn che gattona sul soffitto.
Una volta finita la cura, Mark decide di trasferirsi a Londra e trova lavoro in un'agenzia immobiliare, iniziando a condurre una vita regolare e cominciando a risparmiare denaro. La sua serenità però ha breve durata: Begbie, ricercato per rapina a mano armata, si trasferisce forzatamente a casa sua, seguito poco dopo da Sick Boy, costringendo Mark a sopportare la loro indesiderata presenza; dopo un periodo di difficile convivenza, fanno tutti ritorno in Scozia, ritrovandosi con Spud, per partecipare al funerale di Tommy, deceduto a causa di un'infezione opportunistica, la toxoplasmosi, contratta a causa del contatto con le feci di un gatto che teneva con lui, e che avrebbe voluto regalare a Lizzie.
Dopo il funerale, Sick Boy suggerisce di comprare due chili di eroina a 4 000 sterline da un suo amico e rivenderli a Londra per 16 000; Begbie chiede a Mark di anticipare la maggior parte del denaro ed egli, seppur riluttante, accetta. Dopo avere combinato l'affare con il trafficante, i quattro si godono un pomeriggio di festeggiamenti, ma ad un certo punto Begbie, ubriaco, aggredisce un uomo in un pub, sfregiandolo in viso, e accidentalmente taglia anche Spud alla mano con un coltello.
In quel momento Mark capisce che la sua vita deve cambiare definitivamente: la notte stessa prende la borsa con i soldi, portandola via a Begbie addormentato, ed esce dalla camera dell'albergo. Spud lo vede ma evita di svegliare gli altri due: quando Begbie si sveglia viene colto da una furia irrefrenabile, non trovando più la borsa, ed inizia a distruggere la stanza attirando l'attenzione della polizia che si reca sul posto; Sick Boy torna a casa a mani vuote mentre Spud trova la sua parte in una cassetta. Mark ora è libero dal suo scomodo ed inutile passato, e si avvia sorridendo verso quella vita normale che in precedenza aveva sempre disprezzato.

## Produzione

### Ambientazione
Nonostante la vicenda, proprio come nel romanzo, si svolga perlopiù ad Edimburgo e dintorni, quasi tutte le scene del film sono state girate a Glasgow, eccezion fatta per l'iconica sequenza d'apertura, girata proprio ad Edimburgo (più precisamente lungo Princes Street e Calton Road, nei pressi dell'entrata posteriore della Waverley Station), e quella finale, girata a Londra, dove risultava esserne l'ambientazione a quel punto della storia.
Altri luoghi del film sono:
- Il parco dove Sick Boy e Renton discutono di James Bond, Sean Connery, e Il nome della rosa è Rouken Glen Park, nei pressi di Thornliebank. Il parco è anche stato il luogo della tomba nel precedente film di Boyle Piccoli omicidi tra amici[9]
- La stazione ferroviaria di Corrour è l'ambientazione per la grande scena in esterni del film[9]
- L'appartamento che Renton mostra alla giovane coppia appena riceve il lavoro di agente immobiliare, dove in seguito nasconderà Begbie e Sick Boy, si trova a Londra, a Talgarth Road numero 78A, nei pressi della North End Road, di fronte alla stazione della metropolitana di West Kensington[9]
- La scena in cui riescono a vendere la droga è girata a Paddington; quella in cui fanno la parodia di Abbey Road dei Beatles parte da Smallbrook Mews e si completa nell'attraversamento di Craven Road fino all'Hotel Royal Eagle, ancora presente ai numeri 26–30 di Craven Road a Londra[9]
- La scuola frequentata da Diane è la "Jordanhill School" di Glasgow[9]

Costato 1,5 milioni di sterline, ha incassato 72 milioni di dollari in tutto il mondo.

## Colonna sonora
Nell'ultima scena, quando Mark scappa con i soldi, la canzone che apre la sua fuga dal Motel è Born Slippy .NUXX degli Underworld. Per la prima scena invece è stato scelto Lust for Life, storico brano del cantante statunitense Iggy Pop, che viene nominato numerose volte durante il film. Nella scena in cui Mark va in overdose, la musica scelta è Perfect Day di Lou Reed.
Sembra che Danny Boyle avesse contattato anche gli Oasis per la colonna sonora, ma Noel Gallagher rifiutò pensando si trattasse di un film sui nerd. Trainspotter infatti, si usa anche per riferirsi ai nerd, mentre trainspotting ha un significato diverso. Si trattò quindi di un fraintendimento.

## Riconoscimenti
- 1997 – Premio Oscar
  - Candidatura per la Migliore sceneggiatura non originale a John Hodge
- 1996 – Premio BAFTA
  - Migliore sceneggiatura non originale a John Hodge
- 1997 – Efebo d'oro
  - Miglior regista di un film tratto da un'opera di narrativa a Danny Boyle

## Sequel
Nel 2015 viene annunciata l'uscita (prevista nel 2017) del sequel del film, prodotto da TriStar Pictures e diretto nuovamente da Danny Boyle con lo stesso cast dell'originale. Il film è tratto dal secondo romanzo di Irvine Welsh, Porno (2002), confermando alcune indiscrezioni trapelate nel 2013. Nel novembre 2015 Danny Boyle, durante la promozione del suo undicesimo film, Steve Jobs, annunciò di essere al lavoro sul sequel e che probabilmente le riprese sarebbero iniziate l'anno successivo. Robert Carlyle, interprete del personaggio Begbie, conferma nel novembre 2015 l'interpretazione nello stesso ruolo anche nel sequel.
Le riprese cominciano il 16 maggio 2016 ed il 25 luglio viene diffuso il trailer ufficiale del sequel, puntualmente uscito l'anno successivo col titolo T2 Trainspotting.